# آرگا-یوریاخ
آرگا-یوریاخ (روسی: Арга-Юрях) یک رودخانه در یاقوتستان کشور روسیه است.